# United Future Organization
United Future Organization of vroeger ook wel U.F.O. is een Japans-Franse acid-jazzmuziekproject.
De groep werd opgericht als U.F.O. (ook wel in de media geschreven als UFO) door de Japanners Tadashi Yabe en Toshio Matsuura en de Fransman Raphael Sebbag. De groep is bepalend geweest voor de Japanse acid jazz. De groep combineerde breakbeat, club, hiphop en jazz, wat een gouden greep bleek te zijn geweest: ze hadden vrij snel succes met hun muziek. Hun debuutsingle I Love My Baby (My Baby Loves Jazz) uit 1991 was meteen een grote hit en werd een clubklassieker. Ook de single Loud Minority in 1992 werd zo'n klassieker.
In de loop van de jaren negentig mixte men ook andere nieuwe genres. Daarna besloot Toshio Matsuura te stoppen met de groep. Tadashi Yabe en Raphael Sebbag gingen samen onder de naam United Future Organization als duo verder. Toch gebruikt men ook nog steeds de afkorting, zoals bij optredens.

## Albums
- Jazzin' (1992)
- United Future Organization (1993)
- No Sound Is Too Taboo (1994)
- 3rd Perspective (1996)
- Bon Voyage (1999)
- V(five) (2002)